# Reed Diamond
Reed Edward Diamond (* 20. července 1967 New York) je americký herec.
Dva roky navštěvoval University of North Carolina at Chapel Hill, poté studoval herectví na Juilliard School. V televizi se poprvé objevil v 80. letech, v roce 1993 si zahrál v seriálu Prváci. Mezi lety 1995 a 1998 působil v seriálu Zločin v ulicích, v letech 1999–2003 v seriálu Soudkyně Amy. V dalších letech se ve větších rolích představil v seriálech Cestovatel (2007), Dům loutek (2009–2010), 24 hodin (2010), Mentalista (2011–2013), Franklin a Bash (2011–2014), Sběratelé kostí (2012–2013) a Agenti S.H.I.E.L.D. (2014). Hrál také například ve filmech Memphiská kráska (1990), Nájemní vrazi (1995), S.W.A.T. – Jednotka rychlého nasazení (2003), Spider-Man 2 (2004), Dobrou noc a hodně štěstí (2005), Moneyball (2011) či Mnoho povyku pro nic (2012).
Od roku 2004 je ženatý s herečkou Marnií McPhail.